# Plattkofelhütte
Die Plattkofelhütte (italienisch Rifugio Sasso Piatto, ladinisch Utia de Sas Plat) ist eine private Schutzhütte in den Dolomiten auf einer Höhe von 2300 m s.l.m. am namensgebenden Plattkofel.

## Lage und Umgebung
Die Plattkofelhütte steht am Fassajoch (ladinisch Jëuf de Fascia, italienisch Giogo di Fassa, 2297 m s.l.m.), welches die Seiser Alm mit dem Val Duron, einem Seitental des Fassatals, verbindet. Sie liegt auf dem Gebiet der Gemeinde Campitello di Fassa im Trentino (Italien), nur wenige Meter von der Grenze zu Kastelruth in Südtirol entfernt.
Sie ist ein bedeutender Stützpunkt für Bergwanderer auf der Seiser Alm, die sich nördlich und nordwestlich von ihr erstreckt, und in den umliegenden Bergen. Gegen Westen erreicht man die Tierser-Alpl-Hütte unterhalb der Rosszähne, von wo aus man zum Schlern und südwärts in die Rosengartengruppe gelangt.
Der namensgebende Hausberg der Hütte, der Plattkofel (2969 m s.l.m.), befindet sich unmittelbar nordöstlich des Gebäudes und ist von dort auf einfachem Weg ersteigbar.
Nach Nordwesten führt ein Wanderweg zur Langkofelhütte, über welchen auch eine Umrundung der gesamten Langkofelgruppe möglich ist. In östlicher Richtung gelangt man ohne größere Höhendifferenzen über den Friedrich-August-Weg zum Rifugio Sandro Pertini und weiter zur Friedrich-August-Hütte unweit des Sellajochs.

## Geschichte
In den 1930er Jahren errichtete Anton Kasseroler die Plattkofelhütte als Unterkunft für Wanderer und Bergsteiger, musste sie jedoch während des Zweiten Weltkriegs schließen. In den 1950er Jahren erbaute man die im Krieg abgebrannte Hütte neu, die 1971 bedeutend erweitert wurde. 2016 wurden die Schlafplätze erneuert.

## Klettersteige
- Oskar-Schuster-Steig (Schwierigkeit B/C / 1+)[6][7]
- Maximilanweg (B)[6][8]
- Laurenzi Klettersteig (D / 2-)[6]

Die Plattkofelhütte kann man auch mit den Hütten im Rosengarten zu einer Mehrtagestour verbinden.

## Karten
- Tabacco Nr. 5: Gröden – Seiseralm (1:25.000)